# Österreichische Hockeyliga Herren B (Halle)
Die Herren B ist die zweithöchste Spielklasse im österreichischen Hallenhockey. Die Organisation der Liga obliegt dem Österreichischen Hockeyverband (ÖHV). 

## Modus
Die Liga setzt sich aus sechs Mannschaften zusammen. Diese spielen zuerst einen Grunddurchgang, bestehend aus einem Heim- und Auswärtsspiel gegen die anderen Mannschaften. Die beiden Tabellenführer spielen um den Aufstieg in die Österreichische Hockey-Bundesliga. Der Letztplatzierte steigt in die Herren C Liga ab.
Die Relegationsspiele finden zwischen dem Fünftplatzierten der Bundesliga und dem Zweitplatzierten der Herren B, wie dem Sechstplatzierten der Bundesliga und dem Erstplatzierten der Herren B statt. Die Gewinner sind berechtigt, an der Bundesliga der folgenden Saison teilzunehmen.